# Иван Димов (художник)
Вижте пояснителната страница за други личности с името Иван Димов.
Иван Димов е български живописец, график и илюстратор.

## Биография
Роден е на 19 февруари 1943 г. в ямболското село Маломир. През 1970 г. завършва Висшия институт по изобразително изкуство „Николай Павлович“, в класа по „Илюстрация“ на проф. Петър Чуклев.
Организира около 20 самостоятелни изложби, като първата е проведена в Париж през 1975 г. Останалите самостоятелни представяния на творбите му са в градовете Виена, Берлин, Варшава, Москва, Люксембург, Хага, София, Бургас, Ямбол, Копривщица и в държавата Швейцария. Представя графика на биеналетата в Краков, Баден-Баден, Любляна, Сао Пауло и Берлин. Участник е в общи художествени изложби и на изложби за съвременно българско изкуство в Германия, САЩ, Холандия, Япония и други държави.
Носител е на различни национални и международни награди. Сред тях са: Национална награда за живопис „Захари Зограф“ (1979), Международна награда за графика „Интерграфика“ (1984, Берлин) и Национална награда за живопис „Владимир Димитров – Майстора“.
Член е на Съюза на българските художници.